# Шесто (озеро)
Шесто — озеро в Лобковской волости Невельского района Псковской области, расположено примерно в 25 километрах от города Невеля и в 7 километрах от границы с Белоруссией.

## Населённые пункты
На берегу озера расположены деревни Шесто и Семёновка.

## Морфологические и биологические характеристики
Площадь озера составляет 0,231 км². Максимальная глубина — 19,8 м, средняя 9,3.
Проточное. Относится в бассейну рек Ловать и Пола. Из озера вытекает река Шестиха, являющаяся притоком реки Еменки, которая в свою очередь впадает в реку Ловать. Ранее реки Шестиху местные жители называли Лука.
Тип озера — линёвый. Массовые виды рыб: щука, окунь, плотва, красноперка, язь, густера, уклея, линь, налим, вьюн, карась. Ранее в озере водился широкопалый рак, но после заиления озера этот вид исчез.
Тип дна — илистое.

## Интересный факт
По рассказам местных жителей, в годы войны в озеро упал неизвестный подбитый самолёт, но поисков самолёта не производилось.
На южном берегу озера находится родник с чистой водой, которым пользуются местные жители. Добраться до родника можно на лодке.
В деревнях Семёновка и Шесто отсутствуют колодцы и поэтому озеро Шесто вместе с родником является единственным источником питьевой воды в этих деревнях.